# Torsten Björck
Torsten Christian Björck, född 5 augusti 1915 i Vollsjö, Malmöhus län, död 3 augusti 2006 i Hedvig Eleonora församling, Stockholm, var en svensk diplomat.

## Biografi
Björck var son till grosshandlare Olof Björck (1870-1960) och Agda Lindahl (1886-1976). Han tog studentexamen vid Lundsbergs skola 1934 och tog juris kandidatexamen vid Lunds universitet 1940 innan han blev attaché vid Utrikesdepartementet (UD) 1941. Björck tjänstgjorde i Hamburg 1941, Berlin 1942, vid UD 1945 och var andre sekreterare 1946. Han var andre legationssekreterare i Bern 1947, vicekonsul i Berlin 1948, andre sekreterare vid UD 1949, förste sekreterare 1950 och förste legationssekreterare i Bern 1951. Björck tjänstgjorde i permanenta delegationen i Genève 1952, var förste ambassadsekreterare i Bogotá, Quito och Panama City 1955, ambassadråd i Buenos Aires 1956 samt konsul i Hongkong och Macao 1958 med tjänstgöring som ambassadråd i Tokyo 1960-1961. Björck var därefter generalkonsul i Genua, Milano och San Marino 1962-1966, sändebud i Lima och La Paz 1966-1974 samt var till departementschefens förfogande 1975. Han avslutade sig diplomatiska karriär med att vara sändebud i Montevideo och Asunción 1976-1981.
Han tjänstgjorde i folkhushållningsdepartementet 1945-1956, var ombud eller sekreterare vid ett flertal handelsförhandlingar med Tyskland, Danmark, Island, Japan och Schweiz samt vid internationella konferensen i Genève. Björck var svensk observatör vid ECLA-konferensen i Bogotá 1955, vid OAS:s ekonomiska konferens i Buenos Aires 1956 och ombud vid internationella bomullskommittéens sammanträde i Tokyo 1961.
Björck avled 2007 och är begraven på Vollsjö kyrkogård.

## Utmärkelser
Björcks utmärkelser:
- Kommendör av Argentinska förtjänstorden Al Merito (KArgAM)
- 4. klass av Japanska Uppgående solens förtjänstorden (JUSO4kl)
- Dansk Frihetsmedalj (DFrM)